# Нтибазонкиза, Саиди
Саиди Нтибазонкиза (рунди Saïdi Ntibazonkiza; родился 1 мая 1987, Бужумбура) — бурундийский футболист, полузащитник. Выступал в сборной Бурунди.

## Карьера

### Клубная
Саиди Нтибазонкиза начал свою футбольную карьеру в возрасте 16 лет в клубе «Витал’О» из города Бужумбура. В 2005 году Нтибазонкиза в качестве беженца переехал в Нидерланды и стал выступать за молодёжный состав клуба НЕК из города Неймегена. Выступая в молодёжном составе, Саиди настолько впечатлил главного тренера Марио Бен, что он перевёл Нтибазонкизу в основной состав клуба. Так как у Саиди было разрешение на работу в Нидерландах, то Нтибазонкиза подписал трёхлетний контракт с клубом.
Дебютировал Саиди в Высшем дивизионе Нидерландов 18 ноября 2006 года в домашнем матче против роттердамской «Спарты», Нтибазонкиза вышел на замену на 46-й минуте матча вместо австралийца Бретта Холмана. Саиди в том матче отличился результативной передачей и жёлтой карточкой, а его команда в итоге проиграла со счётом 1:2. Всего в чемпионате сезона 2006/07 Нтибазонкиза провёл 7 матчей.
В своём втором сезоне за НЕК Саиди редко попадал в основной состав, сыграв лишь в шести матчах чемпионата сезона 2007/08. Однако в следующем сезоне Саиди стал игроком основного состава, во многом благодаря главному тренеру Марио Бену, который использовал Нтибазонкизу на правом фланге нападения. 19 сентября 2008 года Саиди дебютировал в матче первого раунда Кубка УЕФА сезона 2008/09 против румынского «Динамо» из Бухареста, который завершился домашней победой НЕКа со счётом 1:0. В ответном матче, который состоялся 2 октября 2008 года в Бухаресте, футболисты НЕКа сыграли вничью 0:0, и вышли в групповой раунд Кубка УЕФА. С клубом Саиди смог дойти до 1/16 финала кубка, в котором футболисты НЕКа уступили немецкому «Гамбургу» по сумме двух матчей со счётом 0:4.
5 октября 2008 года Саиди забил свой дебютный мяч в составе НЕКа, это произошло в гостевом матче чемпионата Нидерландов против «Фейеноорда», Нтибазонкиза отличился на 55-й минуте матча, который в итоге завершился победой НЕКа со счётом 0:2. До конца декабря 2008 года Саиди в 15 матчах забил 5 мячей.
В начале 2009 года Нтибазонкиза продлил свой контракт с клубом до января 2012 года, но после этого Саиди заявил, что у него есть лишь договорённость с клубом о продлении контракта. Нтибазонкиза также отметил, что его жена и ребёнок пока не могут переехать в Нидерланды, и это создаёт ему много неудобств. Всего за сезон Саиди провёл 28 матчей в чемпионате и забил 5 мячей. В начале июня 2009 года технический директор НЕКа Карлос Альберс заявил, что возобновит переговоры с Саиди о продлении его контракта с клубом.
В августе Саиди отказался выступать за НЕК в предстоящем матче против «Фейеноорда», сославшись на то, что он недоволен своим контрактом с клубом. В свою очередь руководители клуба заявили, что они намерены максимально оштрафовать футболиста. После этого, появилась информация, что Саиди тайно тренируется в рядах австрийского клуба «Ред Булл», и даже уже готов перейти в эту команду. Между тем НЕК обратился к своим адвокатам с просьбой разобраться в деле Нтибазонкизы. Но до арбитражного разбирательства дело не дошло, Саиди вернулся в команду и публично извинился перед своими одноклубниками и руководством клуба. После трёхмесячной эпопеи Нтибазонкиза вернулся в состав команды и уже 1 ноября сыграл свою первую игру, а спустя 20 дней, 21 ноября, Саиди отметился дублем в матче против НАКа, завершившимся вничью 3:3. В 22 матчах чемпионата Нтибазонкиза забил за клуб 5 матчей, а его команда по итогам сезона финишировала лишь на 13-м месте.
После окончания сезона, в услугах Нтибазонкизы были заинтересованы сразу несколько нидерландских клубов, однако сам игрок не хотел продолжать свою карьеру в Нидерландах. 9 июля 2010 года Саиди официально перешёл в польский клуб «Краковия» из города Кракова, сумма сделки между клубами не разглашалась. Несколькими неделями ранее, в этот же клуб перешёл одноклубник Саиди по НЕКу поляк Арек Радомский, именно он и посоветовала Саиди перейти в клуб из Кракова, сказав, что это хорошая команда. В конце июля Нтибазонкиза вместе с командой отправился на предсезонный сбор в Нидерланды. Именно здесь, где последние четыре года выступал Саиди, и состоялся его неофициальный дебют за «Краковию». Однако дебютировать ему пришлось в товарищеской встрече против своей бывшей команды НЕК. Игра между клубами завершилась вничью 1:1. 30 июля «Краковия» провела последний спарринг в Нидерландах, в матче против «Вендама» Нтибазонкиза отыграл 76 минут, а его команда одержала победу со счётом 0:2.

### В сборной
С 2010 года выступает в составе национальной сборной Бурунди. Провёл 8 матчей и забил 1 гол, он также выступал за различные юношеские сборные Бурунди.

## Статистика выступлений
| Клуб             | Сезон            | Чемпионат | Чемпионат | Кубок | Кубок | Еврокубки | Еврокубки | Итого | Итого |
| Клуб             | Сезон            | Игры      | Голы      | Игры  | Голы  | Игры      | Голы      | Игры  | Голы  |
| ---------------- | ---------------- | --------- | --------- | ----- | ----- | --------- | --------- | ----- | ----- |
| НЕК              | 2006/07          | 7         | 0         | 2     | 0     |           |           | 9     | 0     |
| НЕК              | 2007/08          | 6         | 0         | 1     | 0     |           |           | 7     | 0     |
| НЕК              | 2008/09          | 28        | 5         | 1     | 0     | 6         | 0         | 35    | 5     |
| НЕК              | 2009/10          | 22        | 5         | 2     | 0     |           |           | 24    | 5     |
| НЕК              | Итого            | 63        | 10        | 6     | 0     | 6         | 0         | 75    | 10    |
| Краковия         | 2010/11          | 27        | 5         | 2     | 0     |           |           | 29    | 5     |
| Краковия         | 2011/12          | 21        | 3         | 0     | 0     |           |           | 21    | 3     |
| Краковия         | 2012/13          | 0         | 0         | 0     | 0     |           |           | 0     | 0     |
| Краковия         | Итого            | 48        | 8         | 2     | 0     |           |           | 50    | 8     |
| Всего за карьеру | Всего за карьеру | 111       | 18        | 8     | 0     | 6         | 0         | 125   | 18    |

(откорректировано по состоянию на конец сезона 2011/12)